# Desastres em 2008
Esta página lista os fatos e referências dos desastres que aconteceram durante o ano de 2008.

## Janeiro
- 3 de janeiro - Incêndio no hospital The Royal Marsden Hospital de Londres, Reino Unido, sem provocar mortes ou feridos.

## Fevereiro
- 18 de fevereiro - Um violento temporal abate-se sobre a região da Grande Lisboa, em Portugal, deixando dois mortos, um desaparecido e vários desalojados.
- 22 de fevereiro - Ocorre o desastre do Voo Santa Barbara Airlines 518, na Venezuela.
- 26 de fevereiro - Explosão de um botijão de gás provoca o desabamento dos dois últimos andares de um prédio na esquina entre as ruas Regente Feijó e Buenos Aires, na Saara, no centro do Rio de Janeiro. Segundo informações do Corpo de Bombeiros, dez pessoas foram resgatadas sob os escombros

## Março
- 2 de março - Um avião de pequeno porte cai em frente ao bosque da Barra da Tijuca, na Zona Oeste do Rio. Segundo moradores, a aeronave alçou voo e logo em seguida, teve problemas. O acidente ocorreu a 200 metros da cabeceira da pista.
- 9 de março - Um ônibus atravessa na linha férrea nas proximidades de Madri, Espanha, e é atingiada pelo trem/comboio.

## Abril
- Terremoto de 5.2 na escala Ritcher atinge o Brasil, sem deixar feridos.
- 22 de abril - Sismo de 5,2 na Escala Richter atinge as regiões sudeste e sul do Brasil.
- 30 de abril - Naufrágio do Assalama: o ferribote da companhia espanhola Naviera Armas encalha ao largo de Tarfaya (sul de Marrocos) com 113 passageiros, 30 tripulantes e 60 automóveis a bordo; não houve baixas.

## Maio
- 2 de maio
  - O ciclone Nargis atinge Mianmar, antiga Birmânia, deixando 102 mil mortos e quase 3 milhões de desabrigados.
  - Treze turistas morrem num acidente de viação perto de Salar de Uyuni, no extremo sul da Bolívia.
  - Avião turístico, com seis pessoas a bordo, despenha-se junto à costa da Bahia, no Brasil, quando se deslocava para a cidade de Ilhéus.
  - O vulcão Chaitén, 1300 km a sul de Santiago do Chile, entra em erupção e obriga à fuga de milhares de pessoas.
- 12 de maio - Sismo em Sichuan, República Popular da China, faz pelo menos 80 mil vítimas mortais.

## Junho
- 8 de junho - Terremoto de 6,5 na escala richter mata dois na Grecia.

## Julho
- 30 de julho - Terremoto de 6,0 na escala richter assusta um estúdio de tv na Californa,EUA.

## Agosto
- 24 de agosto - Voo 6895 da companhia aérea quirguiz Itek Air sofre acidente após decolagem do aeroporto de Bisqueque, capital de Quirguistão, matando cerca de 70 pessoas.
- 31 de agosto - O Furacão Gustav atinge os Estados Unidos da América, no estado da Louisiana, após provocar vários mortos e estragos no Haiti, na República Dominicana, na Jamaica e em Cuba.

## Setembro
- 13 de setembro - Voo 821 da companhia aérea russa Aeroflot cai perto da cidade de Perm, nos montes Urais, oeste da Rússia, matando as 88 pessoas que estavam a bordo.

## Novembro
- Temporada de chuvas em Santa Catarina, Brasil, provoca a morte de mais de 100 pessoas.
- 21 de novembro - Chuva atinge Santa Catarina provocando várias mortes.